# Сипаков, Иван Данилович
Янка Сипако́в (настоящее имя — Иван Данилович Сипаков, белор. Янка (Іван Данілавіч) Сіпакоў; 15 января 1936 — 10 марта 2011, Минск) — советский белорусский писатель, переводчик, литературный критик. Лауреат Государственной премии БССР (1976). Заслуженный деятель культуры Республики Беларусь (1997).

## Биография
Родился 15 января 1936 года в г. Зубревичи (ныне Оршанский район, Витебская область, Беларусь) в крестьянской семье. Родители были замучены во время Второй мировой войны фашистами за связь с партизанами. Учился в Зубревичской средней школе и одновременно работал почтальоном. В 1954—1955 годах работал литературным сотрудником в шкловской районной газете «Чырвоны барацьбіт» (рус. Красный борец). В 1960 году закончил отделение журналистики БГУ имени В. И. Ленина. В 1960—1973 годах работал в журнале «Вожык». Член СП СССР с 1961 года. С 1973 года — руководитель отдела искусства, критики и библиографии, с 1989 года — ответственный секретарь журнала «Маладосць». С 1993 года руководил редакцией литературы, языка, фольклора и этнографии издательства «Белорусская Энциклопедия имени Петруся Бровки». С 1997 работал в журнале «Беларусь».
Умер 10 марта 2011 года. Похоронен на Минском городском кладбище в Колодищах.

## Творчество
Первое стихотворение напечатал в 1953 году в оршанской районной газете «Ленінскі прызыў».
Автор сборников поэзии «Сонечны дождж» (1960, Солнечный дождь), «Лірычны вырай» (1965, Лирический отлёт), «Дзень» (1968, День), «З вясны ў лета» (1972, Из весны в лето), «Веча славянскіх балад» (1973, Вече славянских баллад), «У поўдзень, да вады» (1976, В полдень, к воде), «Вочы ў вочы» (избранное 1978, Глаза в глаза), «Усміхніся мне» (1984, Улыбнись мне), сборников юморесок «Лысы юбілей» (1965, Лысый юбилей), «Плюс на мінус» (1973, Плюс на минус), «Ланцугі для мух» (1980, Цепи для мух), «Пятніца ў суботу» (1988, Пятница в субботу). Автор книг очерков повестей и рассказов «Па зялёную маланку» (1971, За зелёной молнией), повестей и рассказов «Крыло цішыні» (1976, Крыло тишины), «Даверлівая зямля» (1977, Доверчивая земля), «Жанчына сярод мужчын» (1980, Женщина среди мужчин), «Усе мы з хат» (1982, Все мы из изб), «Спадзяванне на радасць» (1983, Надежда на радость), «Пяць струн» (1984, Пять струн), «Сад людзей» (1985, Сад людей), «Кулак» (1989, Кулак), «Журба ў стылі рэтра» (1990, Печаль в стиле ретро). Направленностью на трагедии века — землетрясению в Армении и Чернобыльской катастрофе — выделяется книга поэм в прозе «Ахвярны двор» (1991, Жертвенный двор). Составитель книги притчей «Тыя, што ідуць» (1993, Те, кто идут). Автор фантастическо-приключенческой повести «Блуканне па іншасвеце» (1994, Блуждание в иномире).

Перевёл на белорусский язык книги поэзии — «Листья травы» У. Уитмена (1978), «Тюремный дневник» Хо Ши Мина (1985), «Сонеты беды» Франце Прешерна (1987), «Божественную комедию» Данте Алигьери, отдельные произведения А. С. Пушкина, А. Мицкевича, Т. Г. Шевченко, А. А. Блока, О. Т. Туманяна, А. Р. Церетели, С. Квазимодо, Д. Максимович, Э. Межелайтиса, И. Сарайлича, Р. Г. Гамзатова, Д. В. Павлычко, А. Сийга, Ю. Мартинкявичюса, Г. Эмина, А. Малдониса, А. Салакауры, К. И. Чуковского, отрывки из «Калевалы» и др.
Вышли Избранные произведения Я. Сипакова в 2 томах (1985).

## Награды
- Государственная премия БССР (1976) — за книгу «Веча славянскіх балад».
- заслуженный деятель культуры Республики Беларусь (1997).